# 法那尔希腊正教学院

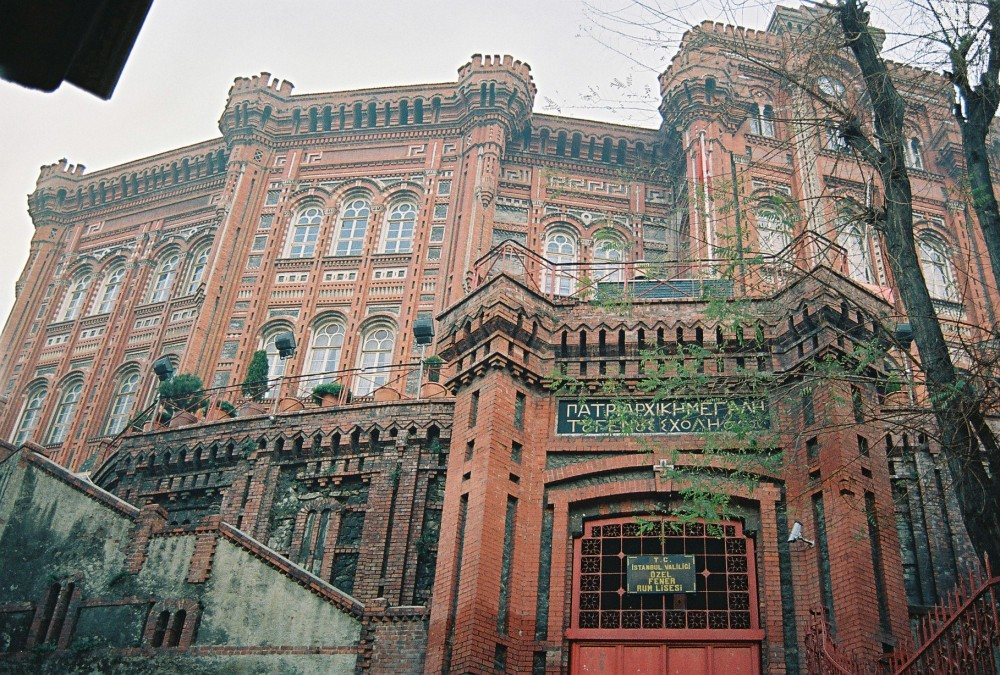

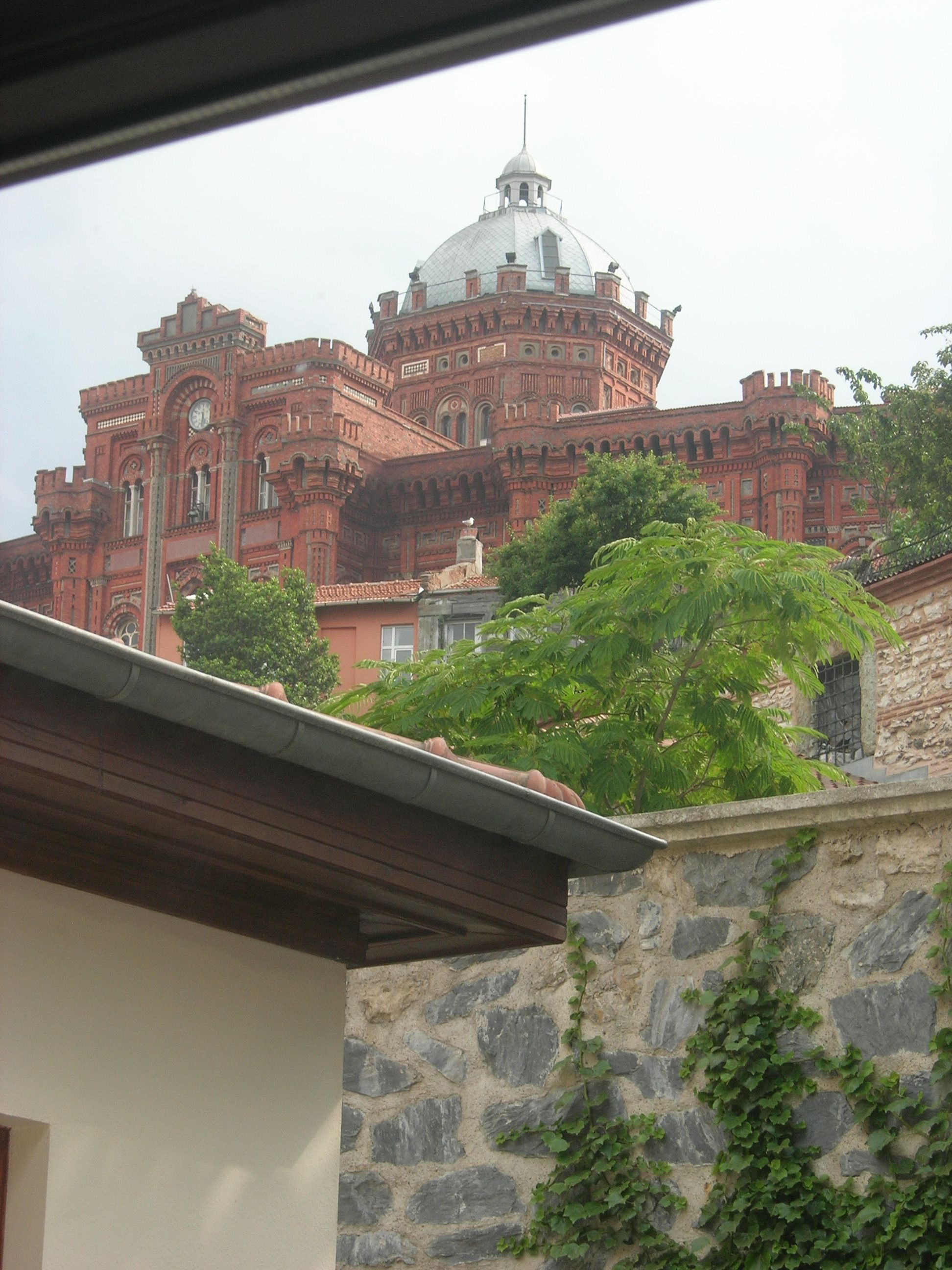

41°01′44″N 28°56′56″E / 41.029°N 28.949°E
法那尔希腊正教学院（土耳其語：Özel Fener Rum Lisesi, Megáli toú Genous Skholí）是土耳其伊斯坦布尔现存最古老也是最负盛名的的一所希腊正教会 学校，位于芬内尔街区，邻近君士坦丁堡普世牧首的驻地圣乔治座堂。当地人俗称“红色城堡”或“红色学校”。
该校像土耳其所有的少数民族学校一样，是一所世俗学校。除了法律规定必须教授的全部土耳其课程以外，还教授希腊语言、文学和宗教。该校有六名土耳其教师，其余15名为希腊人。
该校成立于1454年，很快就成为奥斯曼帝国的希腊人和保加利亚人名门子弟就读的学校，许多奥斯曼帝国的部长以及瓦拉几亚和摩尔达维亚诸侯，都是毕业于此。
该建筑建于1881-1883年，由希腊人建筑师Konstantinos Dimadis设计，融合了不同的建筑风格，耗资17,210土耳其金磅。出资者为希腊人银行家Georgios Zariphis。该建筑由于外形类似城堡，常被称为“欧洲第五大城堡”。建筑顶部的大圆顶被用作天文学课程的天文台，里面有一个大型的古董望远镜。